# Legon
Pour les articles homonymes, voir Legon (homonymie).
Legon est une banlieue de la ville ghanéenne d'Accra, est située à environ 12 km au nord-est du centre-ville dans le District métropolitain d'Accra, un district de la Région du Grand Accra au Ghana. Legon abrite le campus principal de l'université du Ghana. Les Ghanéens se réfèrent généralement à l'université du Ghana simplement comme "Legon". Legon abrite également quelques-uns des établissements d'enseignement bien connus du Ghana, tels que le Presbyterian Boys 'Secondary School (PRESEC-Legon), l'école Achimota, l'Institut ghanéen de gestion et d'administration publique (GIMPA), l'Institut d'études africaines et l'Institut d'études professionnelles. Legon est adjacent à l'une des banlieues résidentielles les plus cotées d'Accra - East Legon (en) et à seulement environ 20 minutes en voiture de l'aéroport international de Kotoka.

## Éducation
L'université a ses propres écoles élémentaires et intermédiaires privées connues sous le nom d'école universitaire primaire et secondaire secondaire (UPS). Les étudiants qui fréquentent cette école sont principalement parents des enseignants et des travailleurs du campus de l'Université du Ghana. Beaucoup d'entre eux poursuivent leurs études à l'université du Ghana. 
Le Lycée français d'Accra, une école internationale française, est situé à East Legon.  

## Galerie

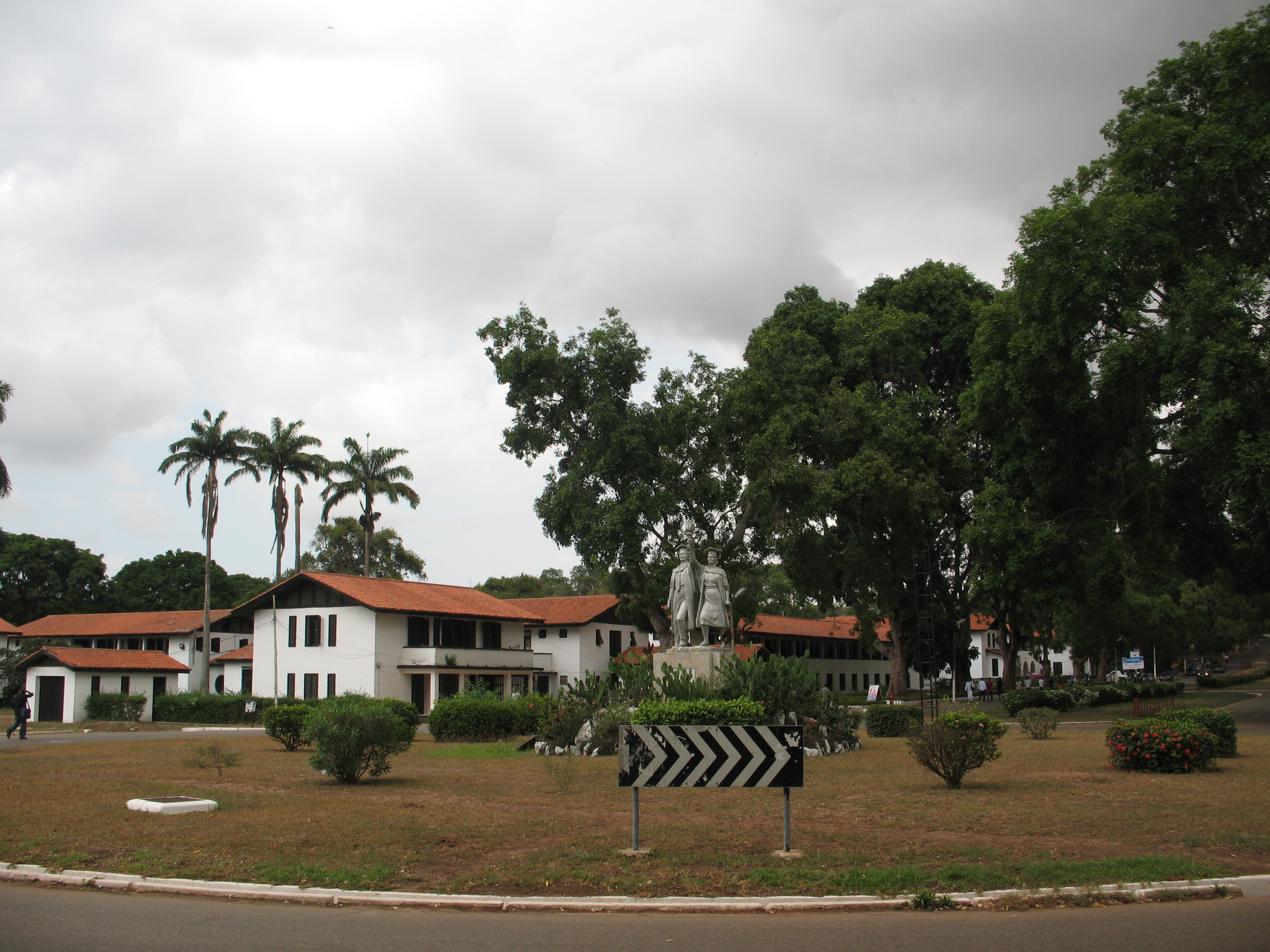
Campus de Legon
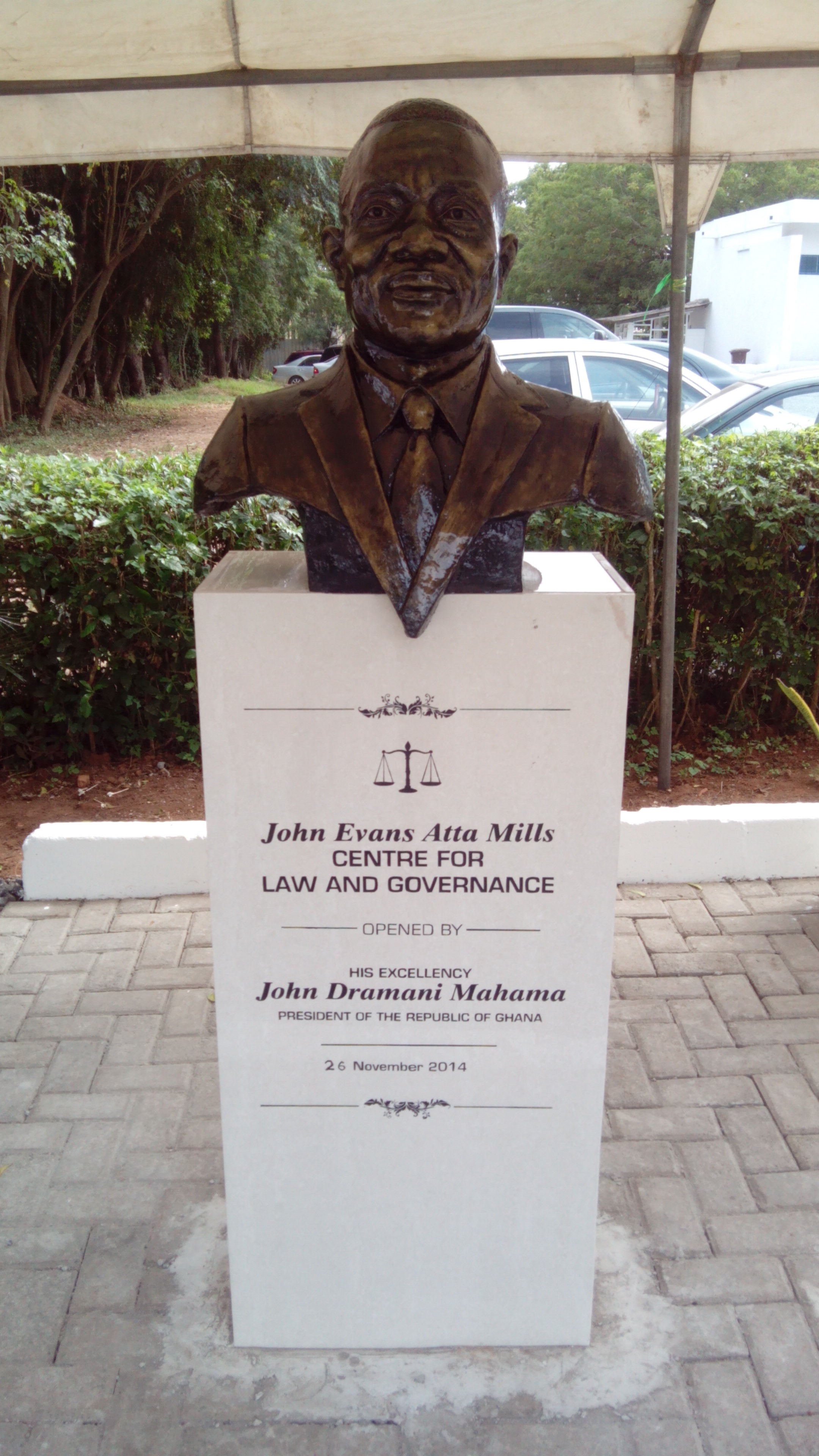
Buste de J.E. Atta Mills
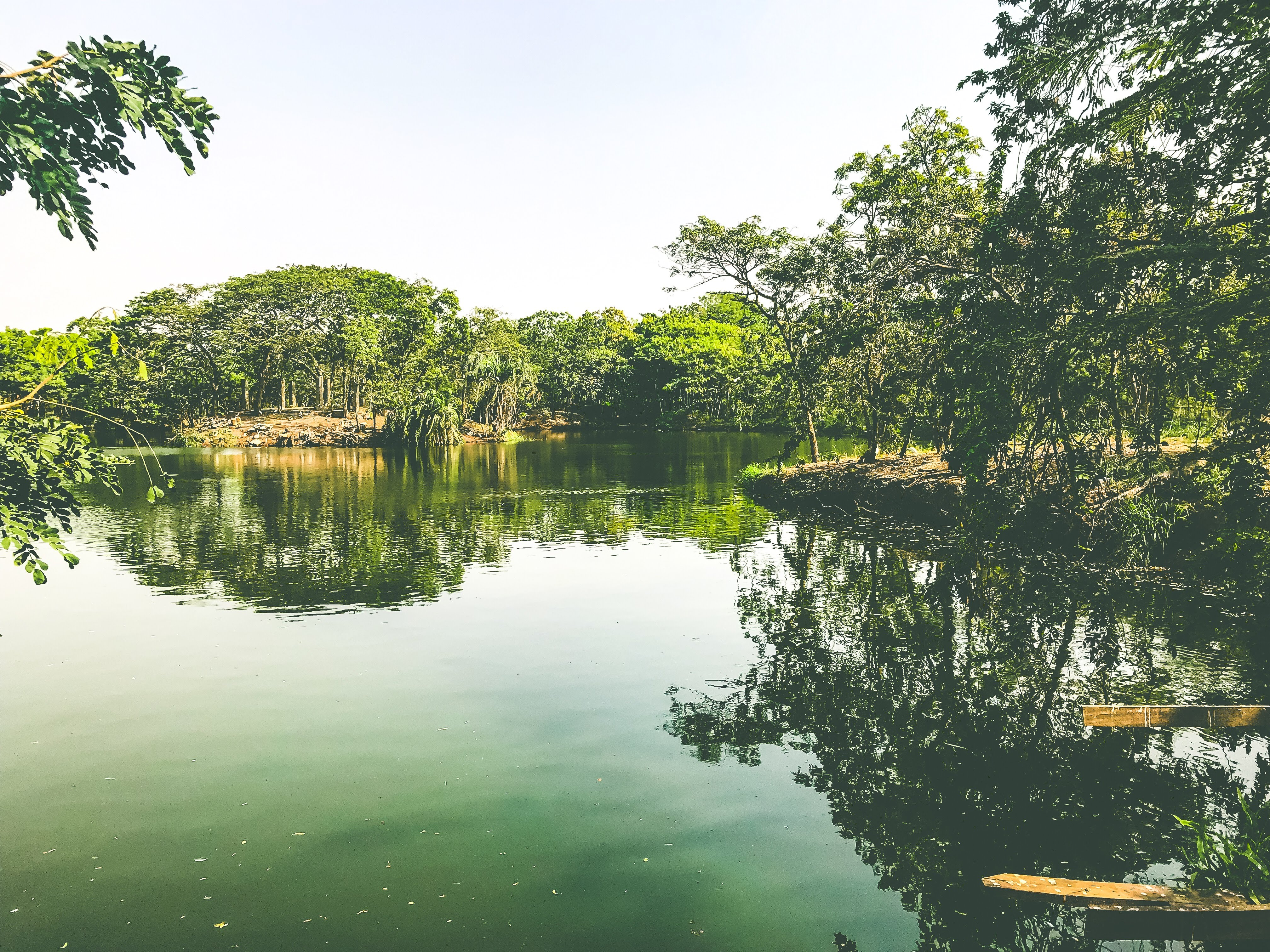
Jardin botanique
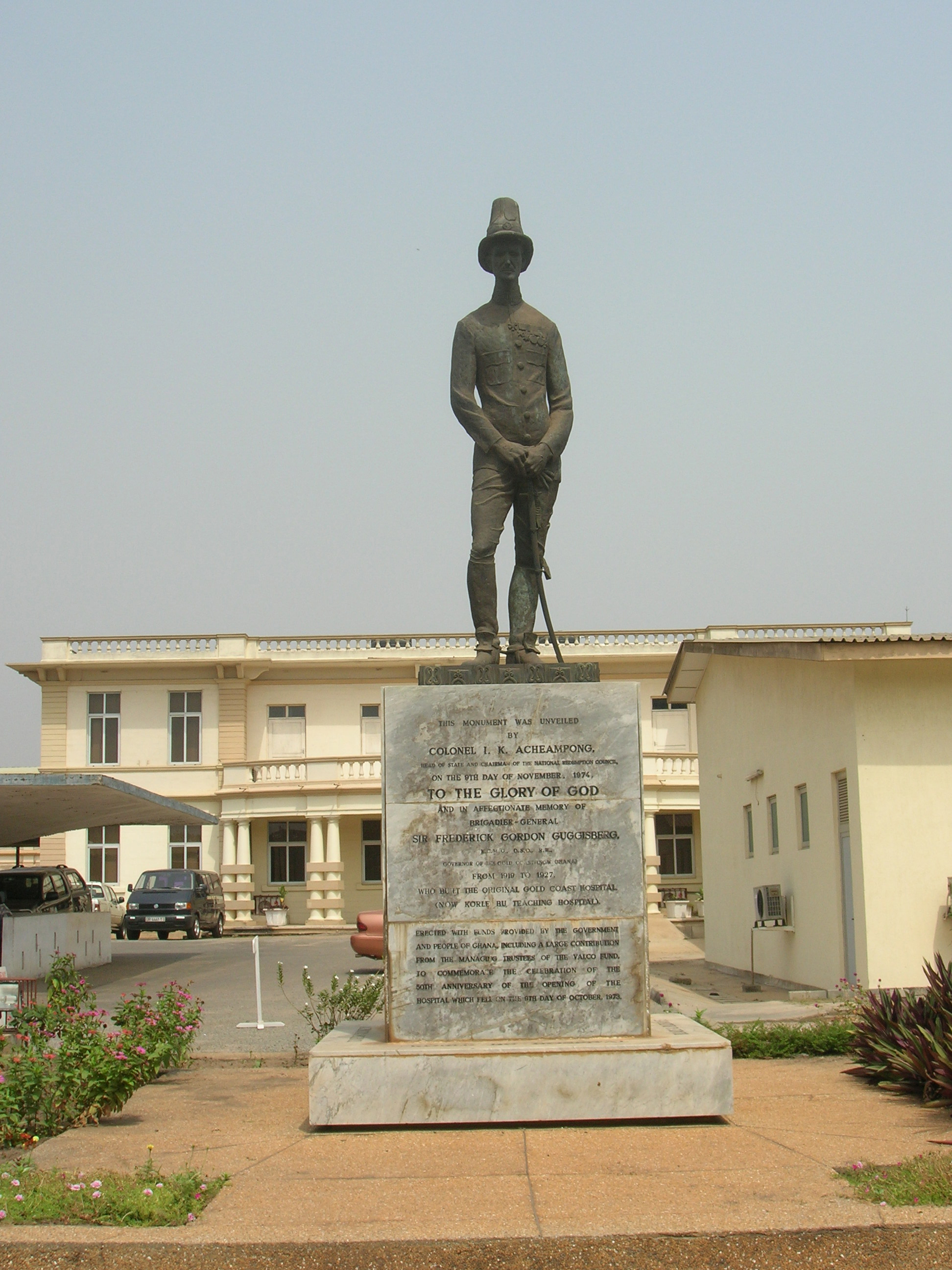
Statue de Gordon Guggisberg, Hôpital Korle Bu